# Duomo di Modena
De Duomo di Modena (voluit in het Italiaans: Cattedrale Metropolitana di Santa Maria Assunta e San Geminiano) is de naam waarmee de kathedraal van het Italiaanse Modena veelal wordt aangeduid. Modena is een Noord-Italiaanse provinciehoofdstad van de gelijknamige provincie gelegen in de regio Emilia-Romagna. De kathedraal is opgedragen aan de Maria-Tenhemelopneming en aan Sint Geminianus (San Gimignano), de 4e-eeuwse bisschop van Modena, beschermheilige van de stad en onder meer ook van het stadje San Gimignano, wiens stoffelijke resten in de kathedraal rusten. De kathedraal is sinds de inwijding in 1184 de zetelkerk van eerst het bisdom Modena, later het aartsbisdom Modena en sinds 1986 het aartsbisdom Modena-Nonantola. Aartsbisschop is sinds 2015 metropoliet Erio Castellucci.
De 12e-eeuwse vroegromaanse kathedraal werden gebouwd naar plannen van en initieel onder supervisie van architect Lanfranco en beeldhouwer Wiligelmo. De kerk, de piazza en de toren (de Ghirlandina) getuigen ook van de macht en rijkdom van de Canossa-dynastie die de werken financierde.
De bouwwerken begonnen in 1099, ter vervanging van een vroegchristelijke basiliek. De herbouw van de kathedraal van Modena in 1099 is karakteristiek in de middeleeuwse geschiedenis door het hergebruik van oude overblijfselen, bouwmaterialen van een ouder gebouw, gebruikelijk voordat massaal steengroeven werden heropend in de 12e en 13e eeuw. Maar ook opvallend is dat deze kathedraal een van de eerste gebouwen, en zeker het belangrijkste was, waar de samenwerking tussen een architect (Lanfranco) en een beeldhouwer (Wiligelmo) gedocumenteerd is door expliciete inscripties, gevonden in het gebouw, die de rol van beide kunstenaars erkenden en benadrukten. De kerk is daarin ook een voorbeeld van een nieuwe dialectische relatie tussen architectuur en beeldhouwkunst gecreëerd in de romaanse kunst.
Doorheen de eeuwen is het complex van kathedraal, toren en gebouwen relatief intact gebleven met een traditionele positie van het kerkgebouw aan de Piazza Grande. Kleine wijzigingen zijn onder meer de vervanging van acht originele metopen van het dak door kopieën en de plaatsing van de originelen in een museum. Het bouwwerk kent aardbevingsrisico's als gevolg van een breuklijn die zich oost-west uitstrekt naar het zuiden van de rivier de Po. Na de aardbeving van 1996 werd een restauratie-interventie uitgevoerd op het complex. Mee hierdoor veroorzaakte de aardbeving in Noord-Italië, de volgende seismische gebeurtenis die plaatsvond in de regio Emilia in mei 2012, geen significante schade aan de bouwwerken, alleen kleine scheuren in de kathedraal.
Het complex werd als geheel van "kathedraal, Torre Civica en Piazza Grande te Modena" tijdens de 21e sessie van de UNESCO Commissie voor het Werelderfgoed, die zetelde te Napels begin december 1997, erkend als cultureel werelderfgoed en toegevoegd aan de werelderfgoedlijst.

## Galerij

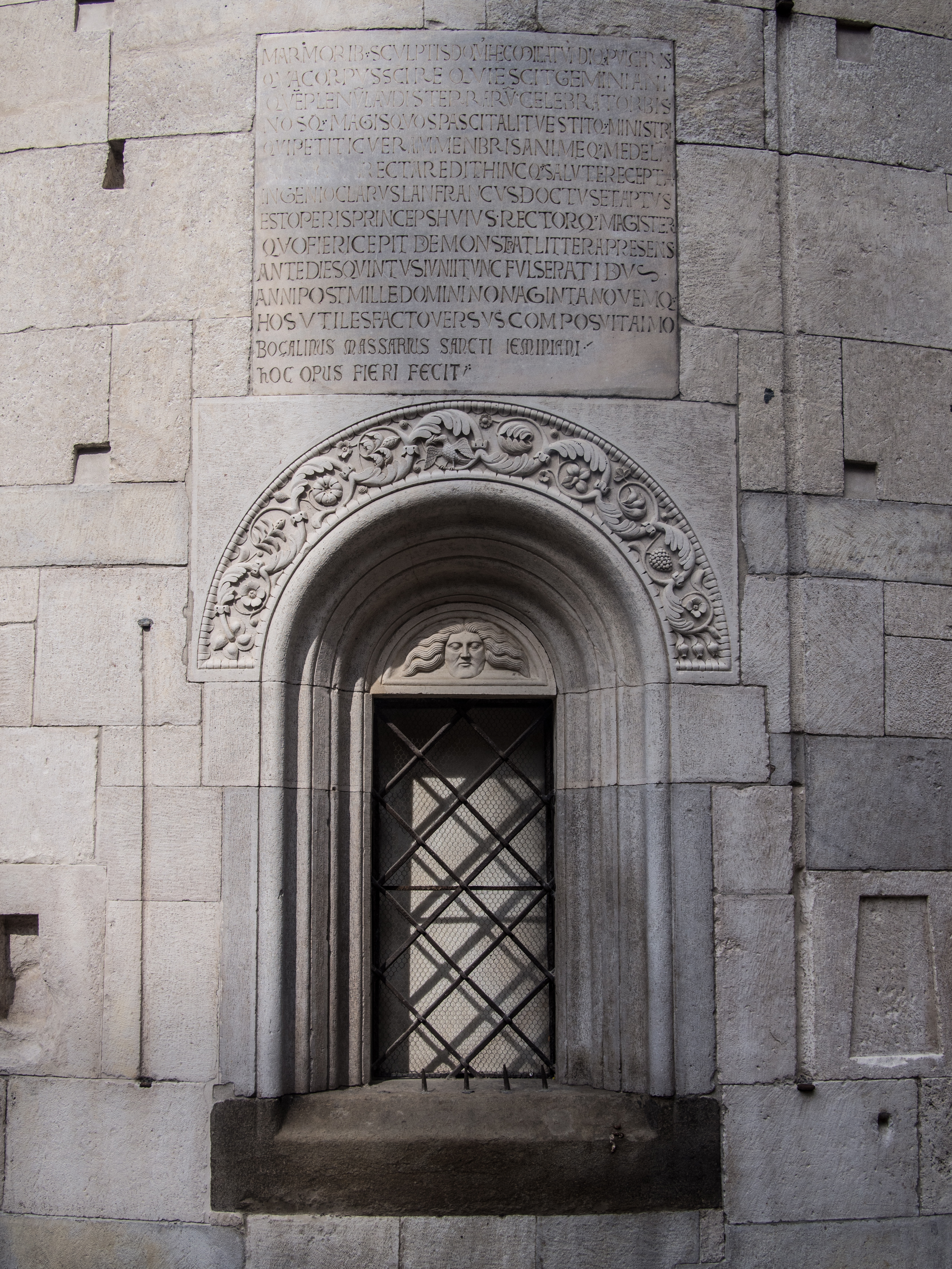
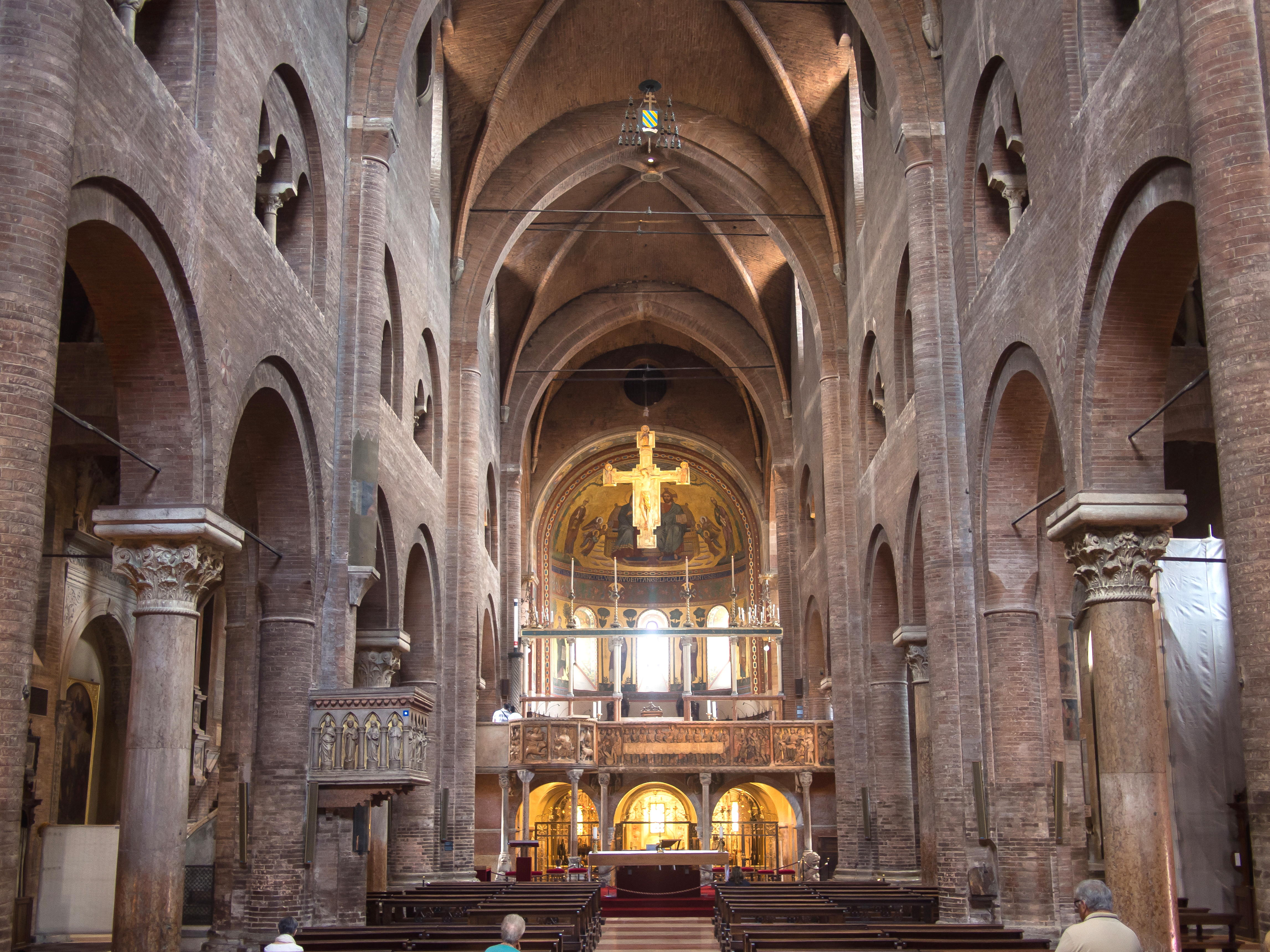
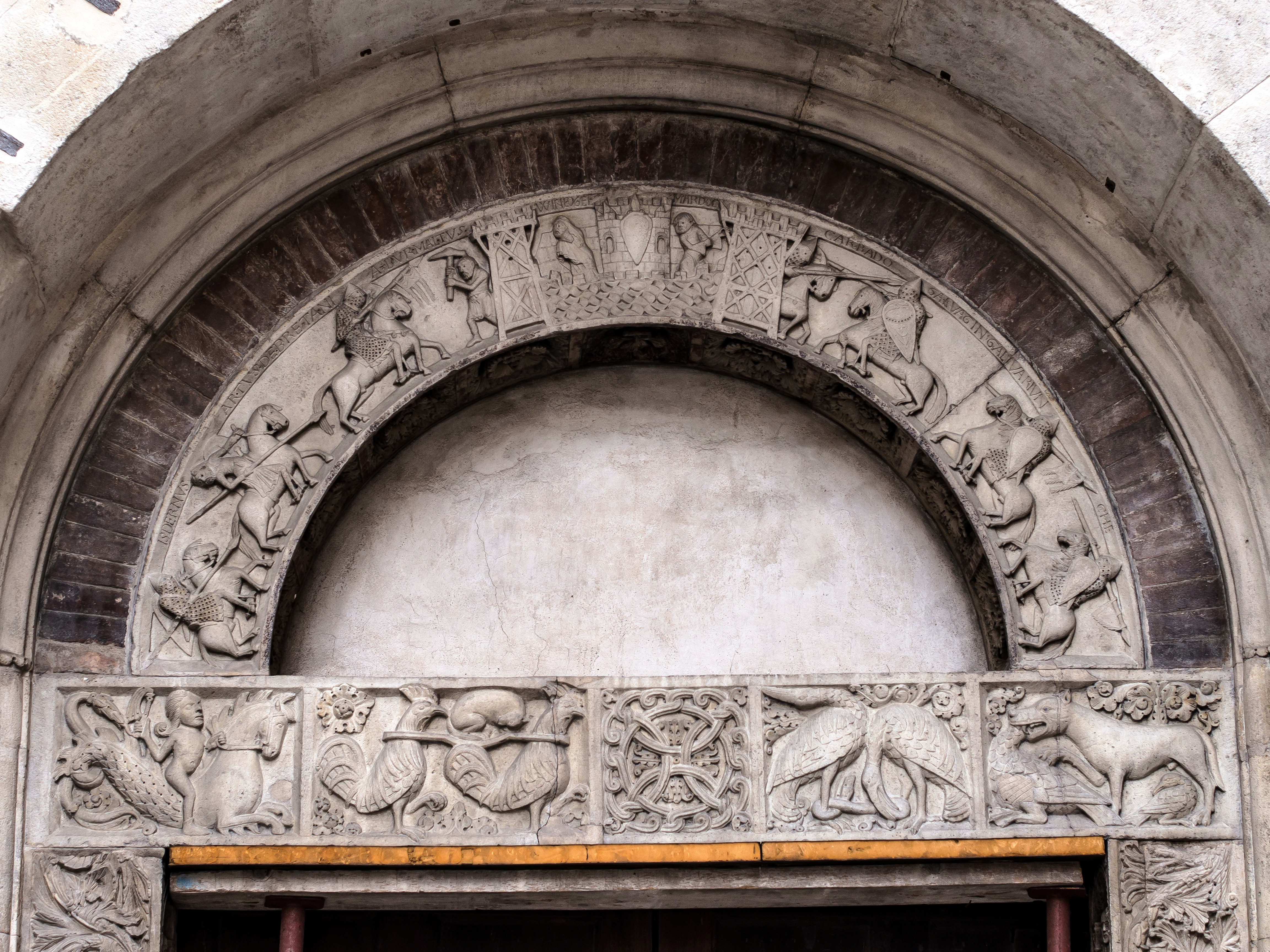
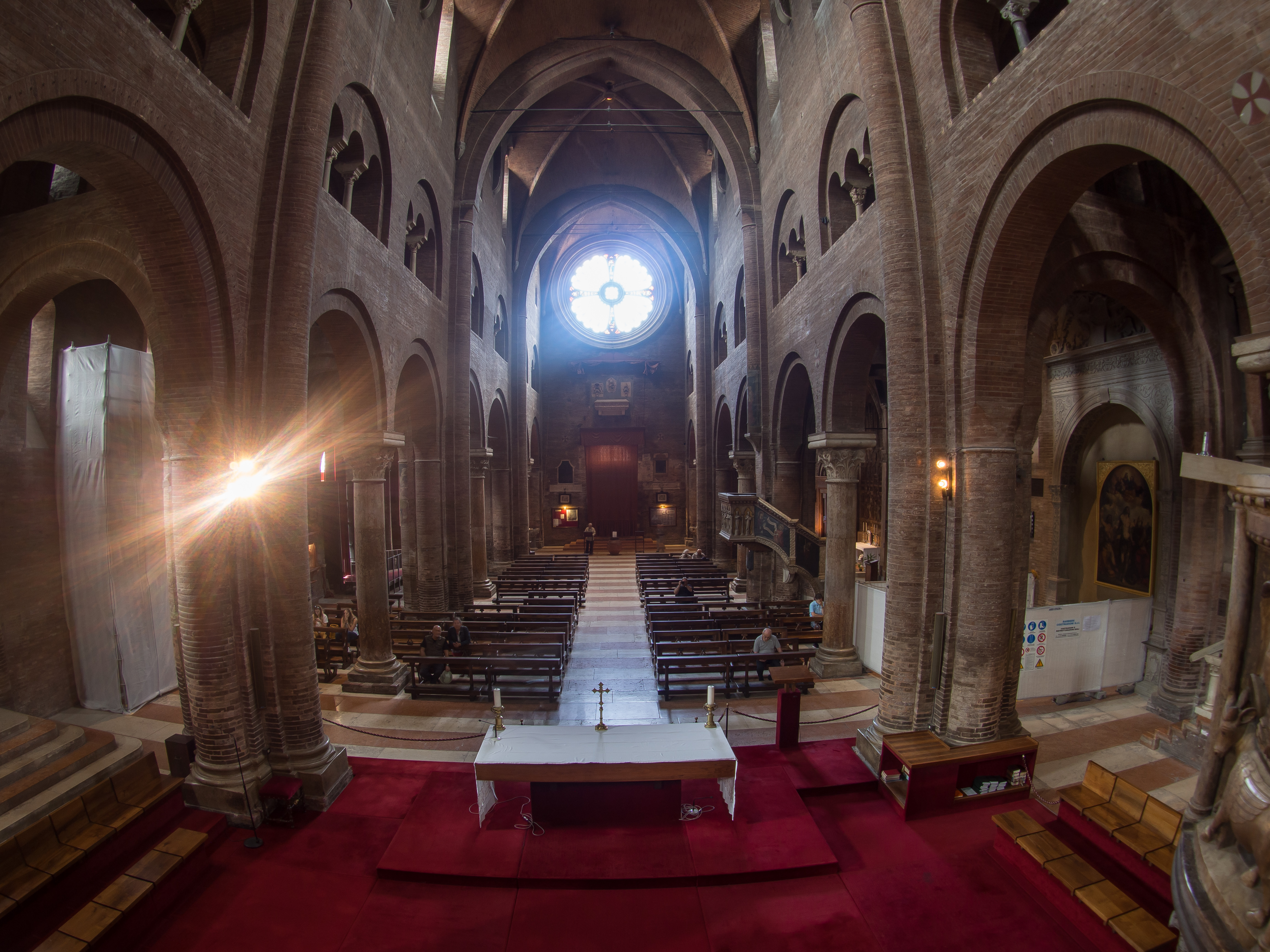
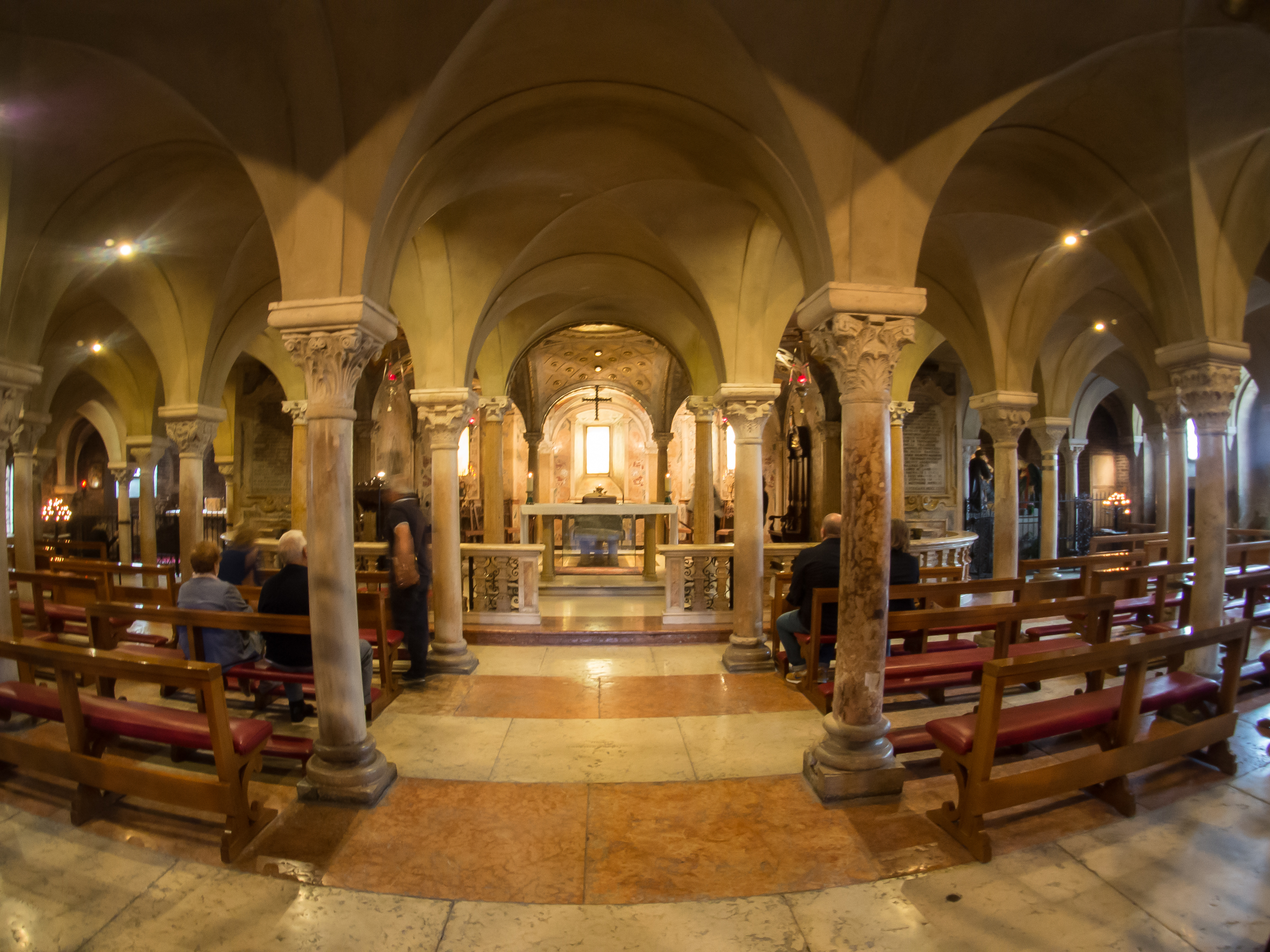
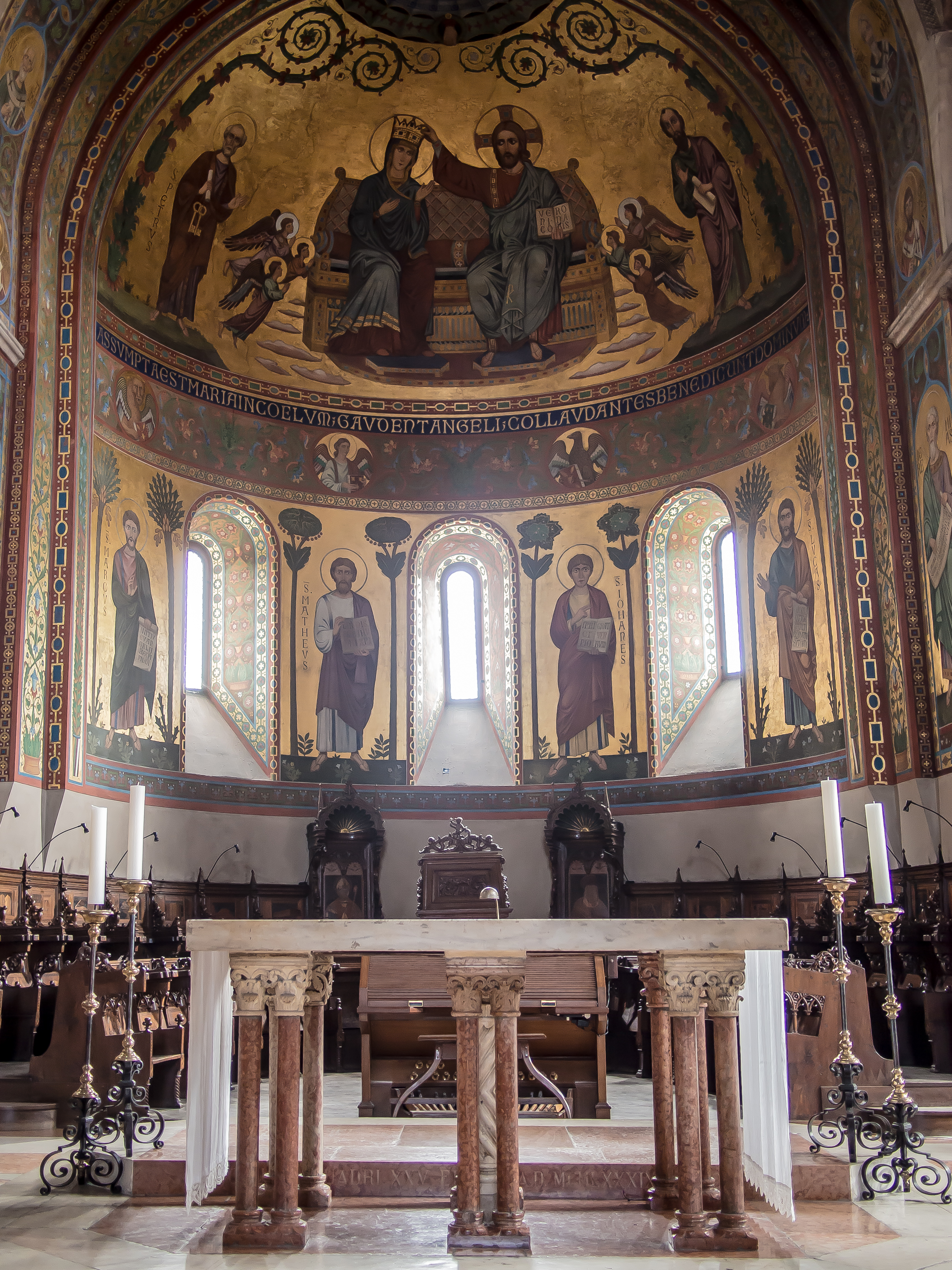
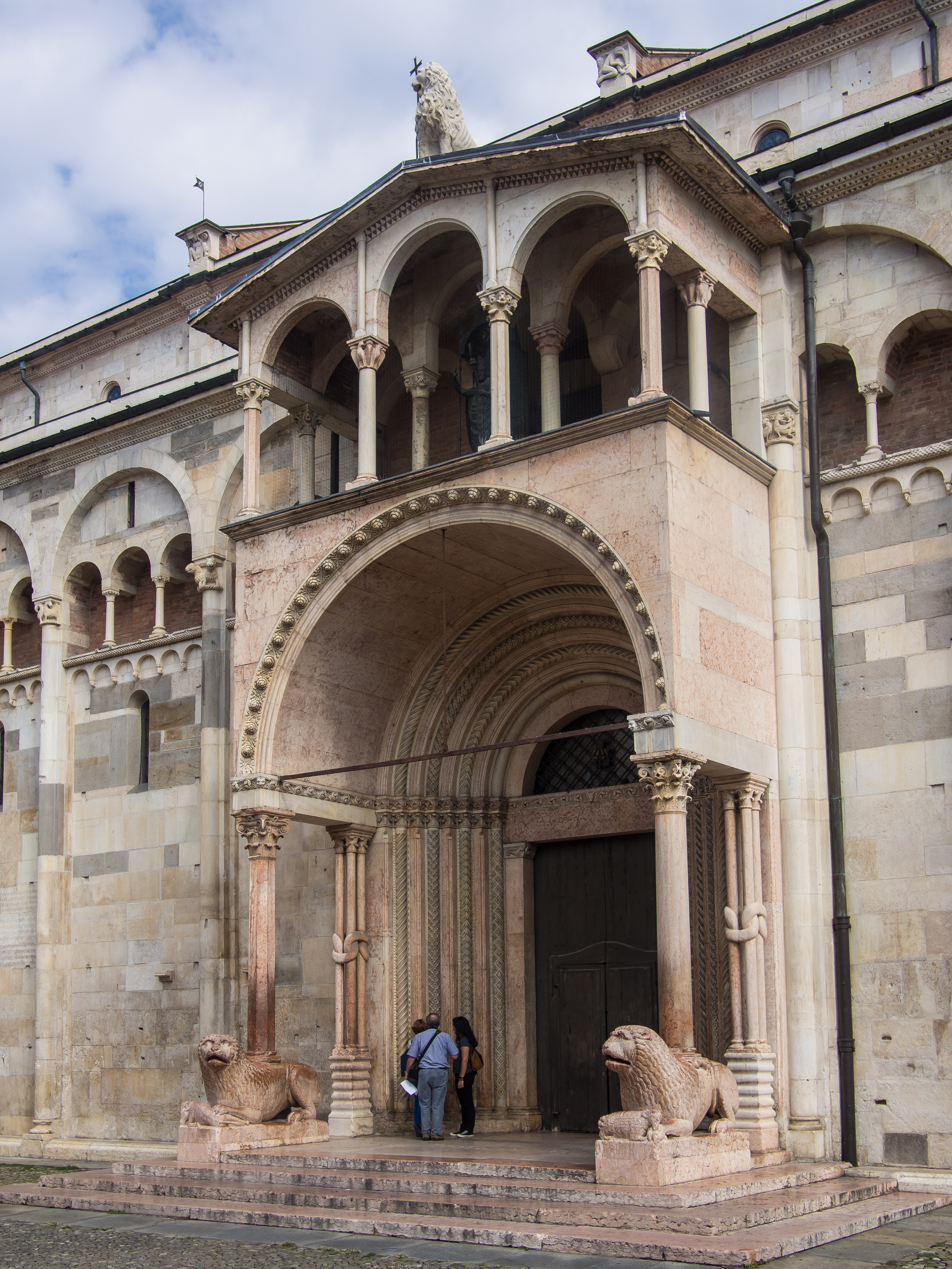
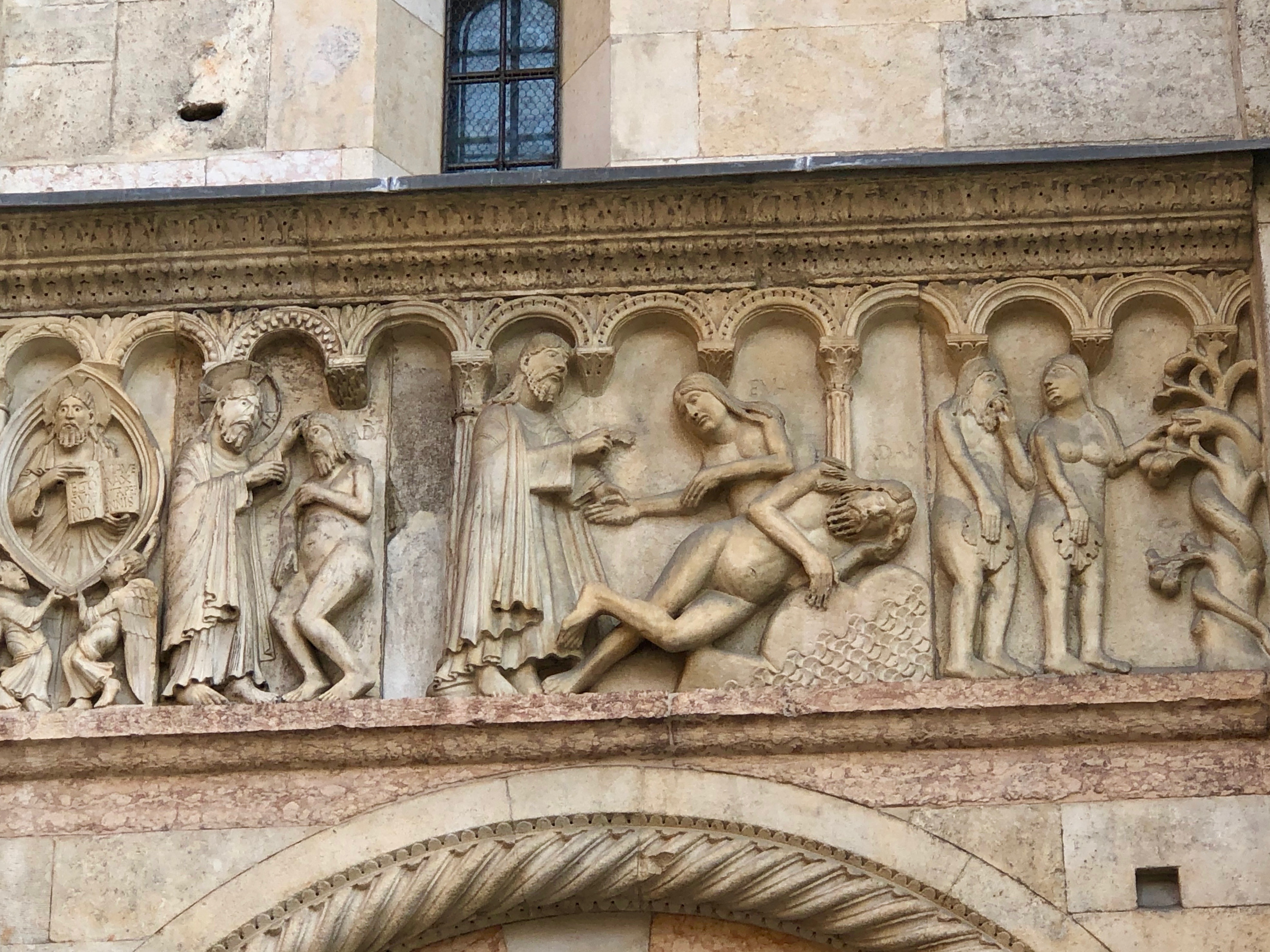
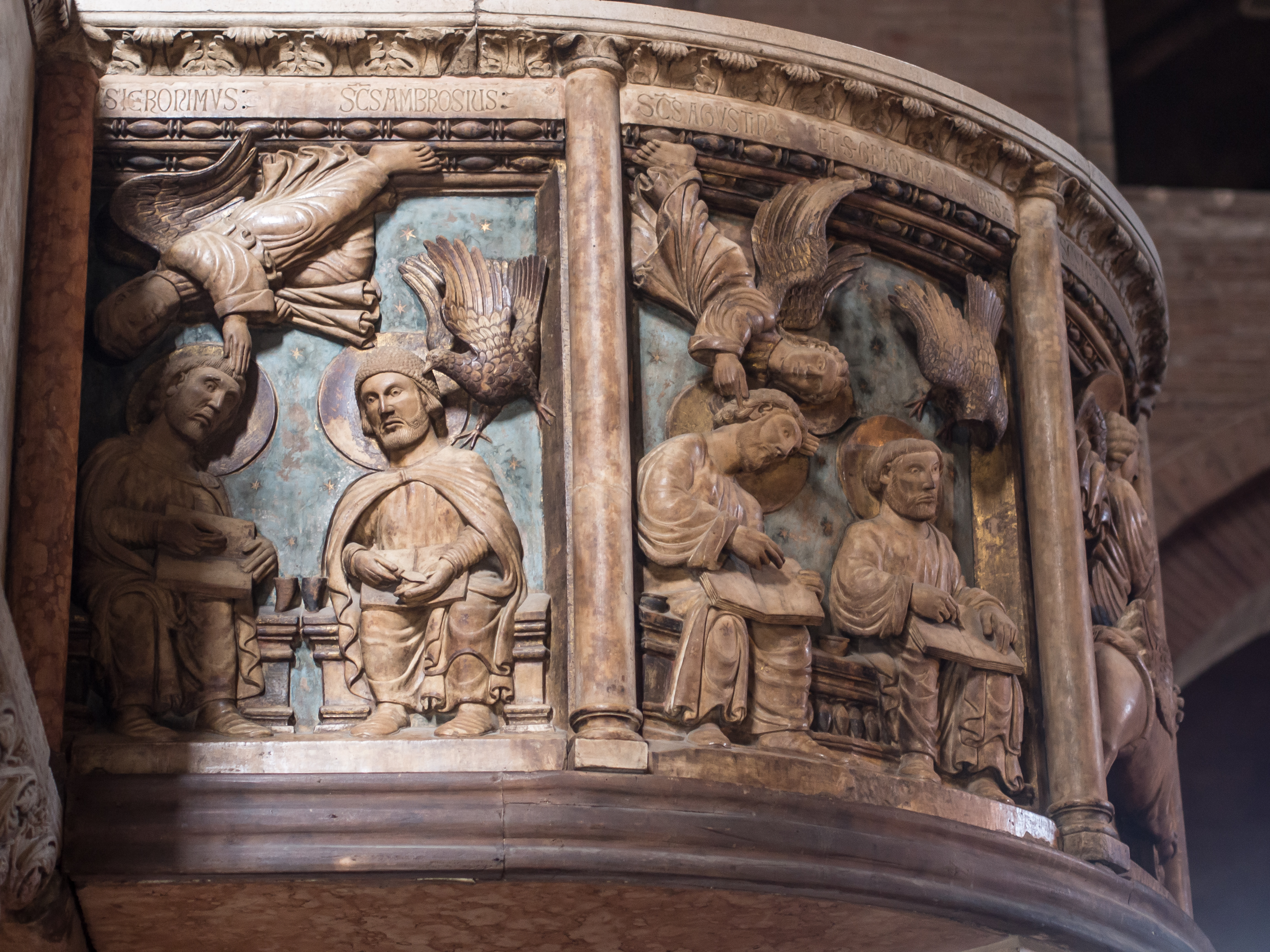
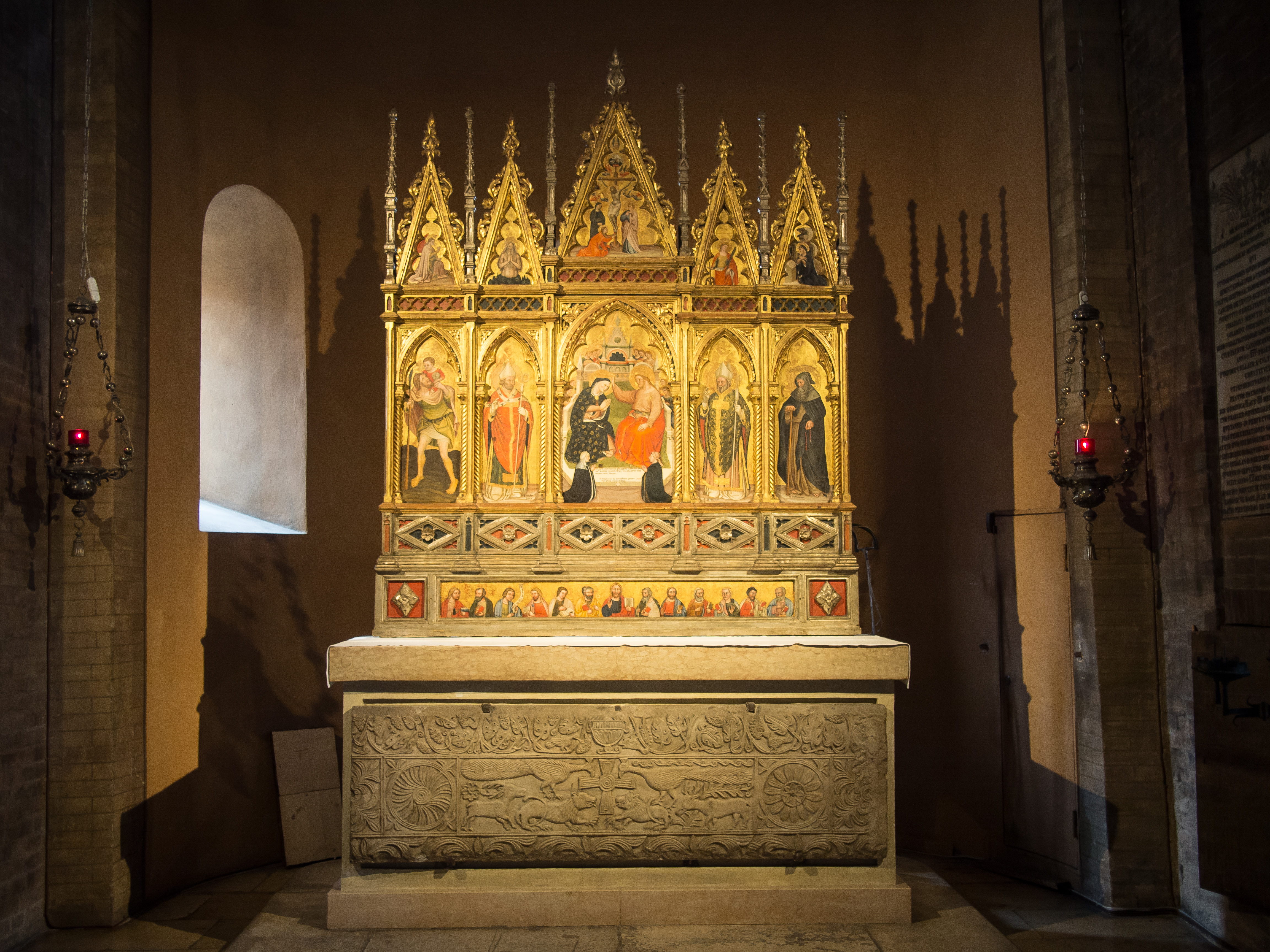
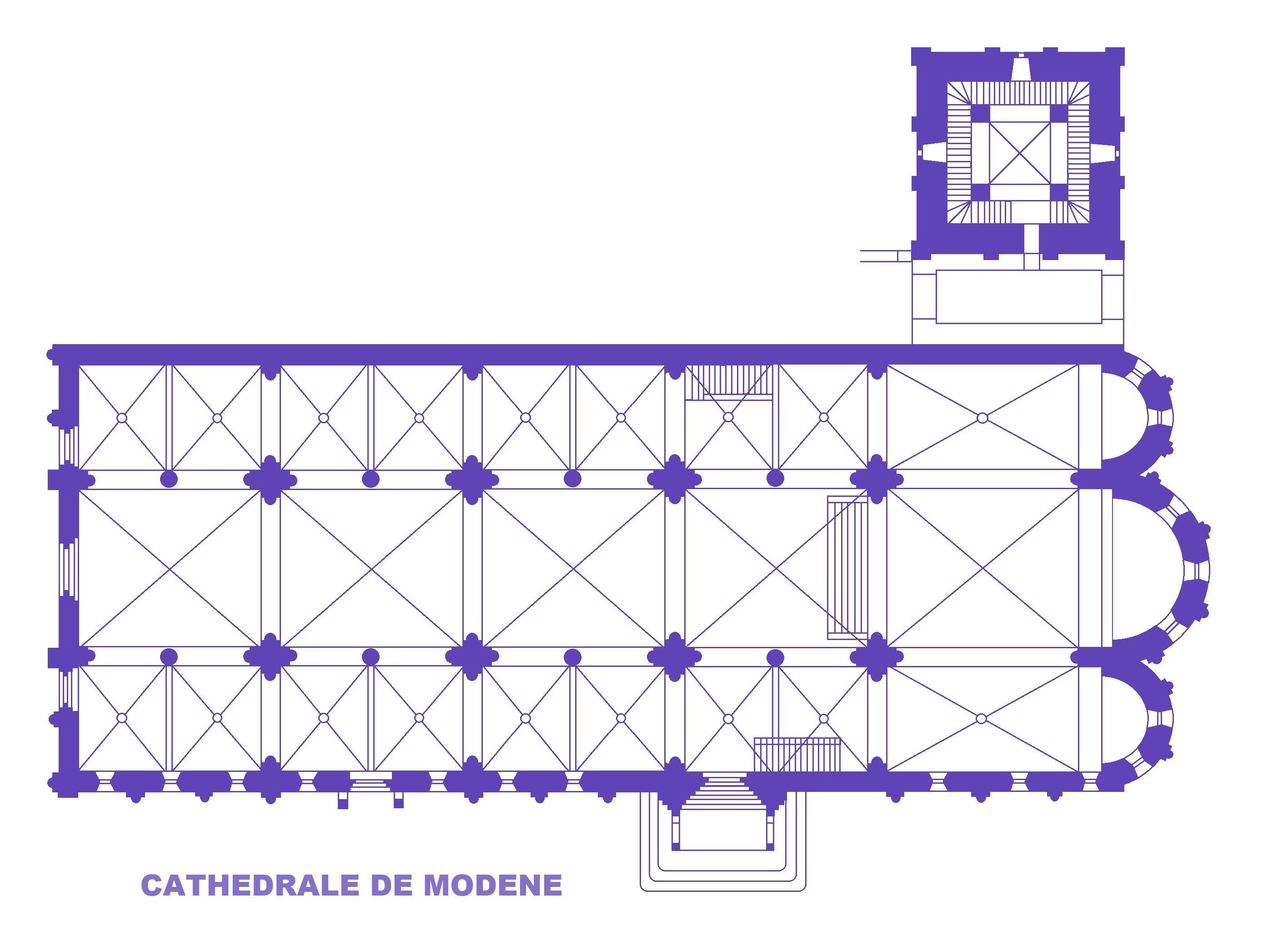
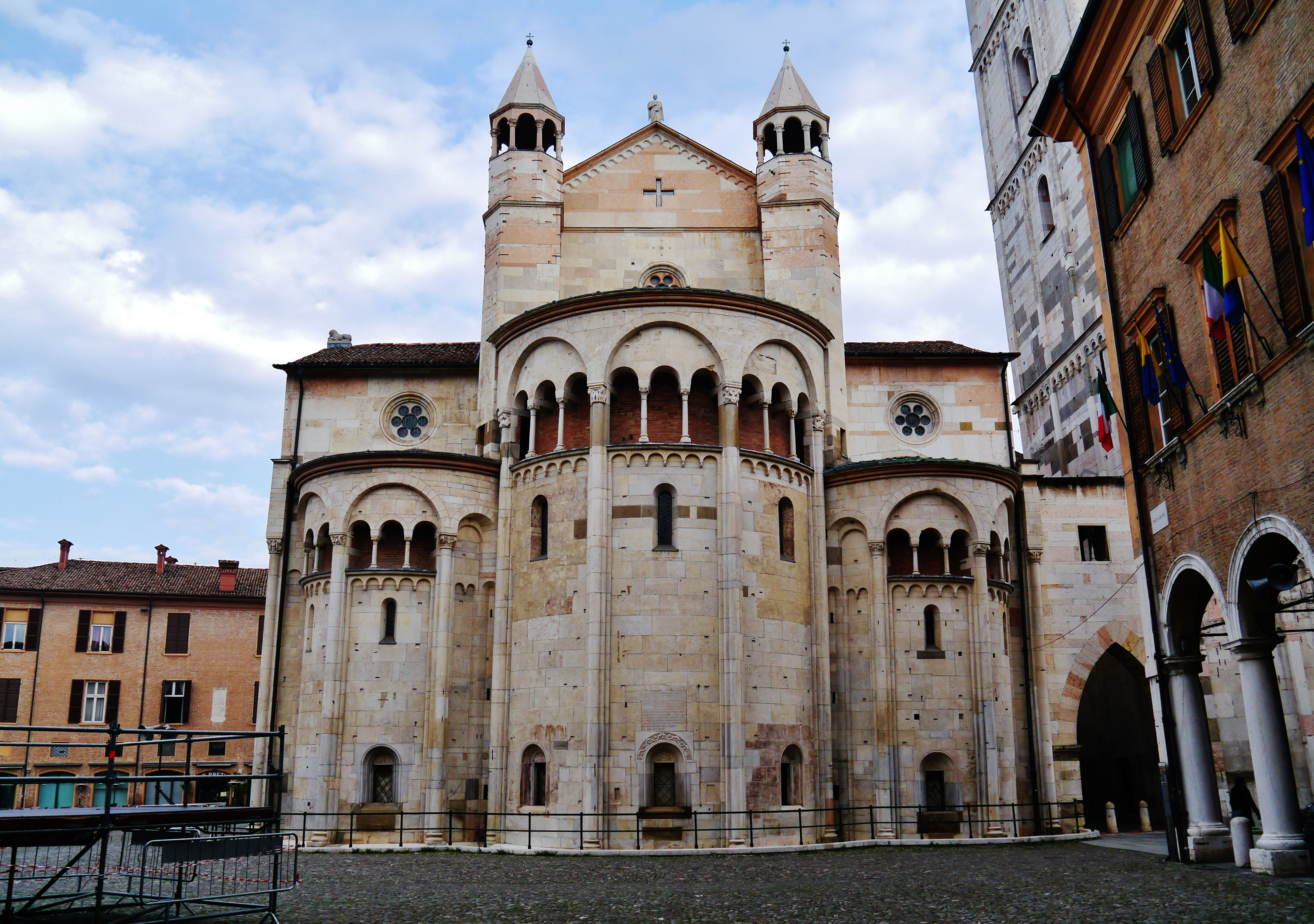

Rotstekeningen van Valcamonica · Kerk en dominicanenklooster van Santa Maria delle Grazie met "Het Laatste Avondmaal" van Leonardo da Vinci · Historisch centrum van Rome, de bezittingen van de Heilige Stoel in die stad met speciale territoriale rechten en Sint-Paulus buiten de Muren · Historisch centrum van Florence · Venetië met zijn lagune · Domplein van Pisa · Historisch centrum van San Gimignano · Sassi en het park met de rotskerken van Matera · Vicenza en de Palladiaanse villa's in Veneto · Historisch centrum van Siena · Historisch centrum van Napels · Crespi d'Adda · Ferrara, stad van de renaissance in de Po-delta · Castel del Monte · Trulli van Alberobello · Vroeg-christelijke monumenten van Ravenna · Historisch centrum van Pienza · 18e-eeuws Koninklijk Paleis van Caserta met park, aquaduct van Vanvitelli en San Leuciocomplex · Residenties van het Koninklijk Huis van Savoye · Botanische tuin in Padua · Porto Venere, Cinque Terre en de eilanden Palmaria, Tino en Tinetto ·  Kathedraal, Torre Civica en Piazza Grande, Modena · Archeologisch Pompeï, Herculaneum en Torre Annunziata · Amalfitaanse kust · Archeologisch Agrigento · Villa Romana del Casale · Nuraghe Su Nuraxi bij Barumini · Nationaal park Cilento, Vallo di Diano e Alburni met archeologisch Paestum en Velia en Kartuizerklooster San Lorenzo · Historisch centrum van Urbino · Archeologische opgravingen en Patriarchale Basiliek van Aquileia · Villa Adriana, Tivoli · Eolische Eilanden · Assisi, Sint-Franciscusbasiliek en andere franciscaanse locaties · Verona · Villa d'Este, Tivoli · Laatbarokke steden in het Val di Noto (Zuidoost-Sicilië) · Heilige bergen · Monte San Giorgio · Etruskische begraafplaatsen van Cerveteri en Tarquinia · Val d'Orcia · Syracuse en de rotsnecropolis van Pantalica · Genua: Le Strade Nuove en het systeem van de Palazzi dei Rolli · Oude en voorhistorische beukenbossen van de Karpaten en andere regio's van Europa · Mantua en Sabbioneta · Rhätische Bahn in het Albula/Bernina-landschap · Dolomieten · Longobarden in Italië. Plaatsen van macht (568-774 na Christus) · Prehistorische paalwoningen in de Alpen · Etna · Villa's en tuinen van de Medici in Toscane · Wijngaardlandschap van Piëmont: Langhe-Roero en Monferrato · Arabisch-Normandisch Palermo en de kathedralen van Cefalù en Monreale · Venetiaanse verdedigingswerken van de 15e tot 17e eeuw: Stato da Terra - westelijke Stato da Mar · Ivrea, industriestad van de 20e eeuw · De prosecco-heuvels van Conegliano en Valdobbiadene · Historische kuuroorden van Europa (Montecatini Terme) · Padua's 14e-eeuwse frescocycli · De portieken van Bologna · Via Appia. Regina viarum